# 건강정보
《건강정보 서정모입니다》는 부산MBC 표준FM에서 방송했던 시사교양 프로그램이다.

## 동시간대 경쟁 프로그램
- 굿모닝 부산 (KBS부산 제1라디오)

| 부산MBC 표준FM 평일 프로그램 |                          |                         |
| 이전                         | 건강정보 서정모입니다    | 다음                    |
| 자갈치 아지매                | 건강정보 서정모입니다    | MBC 9시 뉴스 부산       |
| 오전 8시 ~ 오전 8시 50분     | 오전 8시 50분 ~ 오전 9시 | 오전 9시 ~ 오전 9시 5분 |
| 부산 전지역 방송             | 부산 전지역 방송         | 부산 전지역 방송        |